# 비킹구르 괴타
비킹구르 괴타(Víkingur Gøta)는 페로 제도 축구 클럽으로, 현재 페로 제도 프리미어리그에서 활동하고 있다.
이 팀은 2008년에 GÍ 괴타(GÍ Gøta)와 레이르비크 ÍF(Leirvík ÍF)를 합병해서 창단된 팀이다.

## 성적
- 페로 제도 컵 우승

우승 (6): 2009, 2012, 2013, 2014, 2015, 2022

## 선수 명단

### 현역
- 솔비 바튼하마르(2008 ~ )
- 아틀리 그레게르센(2011 ~ )
- 핀누르 저스티누센(2008 ~ 2011, 2013 ~ 2015, 2016 ~ 2017, 2020 ~ )